# 十三経
十三経（じゅうさんけい、じゅうさんぎょう）は、儒家が重視する13の経書の総称。宋代に確定した。

## 概要
従来、儒家の経書に六経があったが、このうち『楽経』は早くに亡んで漢代には五経となった。後漢になるとそれに『論語』と『孝経』を加えて七経とした。五経のうち『礼』に三礼、『春秋』に三伝あるので、分けて九経とすると十一経となる。唐代、それに『爾雅』が加えられ、宋代には『孟子』が加えられて十三経となった。またこれに『大戴礼記』を加えて十四経とすることがある。
その内訳は、下記の通り。
- 『易』
- 『書』
- 『詩』
- 『周礼』
- 『儀礼』
- 『礼記』
- 『春秋左氏伝』
- 『春秋公羊伝』
- 『春秋穀梁伝』
- 『論語』
- 『孝経』
- 『爾雅』
- 『孟子』

これらのうち
- 『周礼』『儀礼』『礼記』をあわせて「三礼」と呼ぶ。
- 『春秋左氏伝』『春秋公羊伝』『春秋穀梁伝』をあわせて「春秋三伝」と呼ぶ。

## 十三経注疏
十三経に対して漢以来の権威ある注疏を選んで集成した書物を『十三経注疏』（じゅうさんけいちゅうそ、じゅうさんぎょうちゅうそ）という。唐代に作られた『五経正義』に、賈公彦『儀礼疏』『周礼疏』などを加えて、十三経の注と疏を収録している。版本の半葉が十行で構成されているため、十行本とも呼称される。刊本には十行本以降、正徳本・閩本・南監本・北監本・汲古閣本・武英殿本などがあるが、清の阮元によって校勘記を附して作られた阮元本が最も有名である。
2000年、北京大学出版社が十三経注疏整理委員会（李学勤主編）の『標点本十三経注疏』を出版した。李学勤本は阮元の原刻「嘉慶二十年開雕本」を複印した道光本を更に複印した石印を更に影印した世界書局影印本を底本と、清の孫星衍の校勘記で校勘したもので、「簡体版」と「繁体版」がある。
ほぼ同時期に、台湾の新文豊出版公司より「中華叢書」（国立編訳館主編）として『十三経注疏分段標点本』が公刊されている。これは阮元の原刻「嘉慶二十年開雕本」が底本である。
北京大学出版社版も新文豊出版公司も、乾隆四年刊の殿版は参照していない。また、標点句読が中華書局版に劣る部分もある。
| 書名                         | 伝・注                              | 疏           |
| ---------------------------- | ----------------------------------- | ------------ |
| 周易正義                     | 王弼（魏）                          | 孔穎達（唐） |
| 尚書正義                     | 孔安国（前漢）伝                    | 孔穎達（唐） |
| 毛詩正義                     | 毛亨・毛萇（前漢）伝 鄭玄（後漢）箋 | 孔穎達（唐） |
| 周礼注疏                     | 鄭玄（後漢）                        | 賈公彦（唐） |
| 儀礼注疏                     | 鄭玄（後漢）                        | 賈公彦（唐） |
| 礼記注疏（礼記正義）         | 鄭玄（後漢）                        | 孔穎達（唐） |
| 春秋左傳注疏（春秋左傳正義） | 杜預（西晋） （『春秋経伝集解』）   | 孔穎達（唐） |
| 春秋公羊傳注疏               | 何休（後漢）                        | 不明         |
| 春秋穀梁傳注疏               | 范寧（西晋）                        | 楊子勛（唐） |
| 論語注疏                     | 何晏（魏）                          | 邢昺（北宋） |
| 孟子注疏                     | 趙岐（後漢）                        | 孫奭（北宋） |
| 孝経注疏                     | 玄宗（唐） （『御注孝経』）         | 邢昺（北宋） |
| 爾雅注疏                     | 郭璞（西晋）                        | 邢昺（北宋） |